# Distretto di Botoșani

I tre colori (bianco, blu e rosso) sotto forma di bandiera orizzontale, rappresentanti i colori del distretto e della città di Botoșani. Ritrovati anche nelle divise dei giocatori di Fotbal Club Botoșani.

Il distretto di Botoșani (in romeno Județul Botoșani ) è uno dei 41 distretti della Romania, ubicato nella regione storica della Moldavia, con una popolazione di 454 167 abitanti.

## Centri principali
| Comune                  | Abitanti |
| ----------------------- | -------- |
| Botoșani                | 115 739  |
| Dorohoi                 | 30 661   |
| Flămânzi                | 12 004   |
| Dărăbani                | 11 859   |
| Săveni                  | 8 156    |
| Vorona                  | 8 097    |
| Ungureni                | 7 123    |
| Dati del 1º luglio 2007 |          |

## Geografia antropica

### Suddivisioni amministrative
Il distretto presenta la seguente divisione amministrativa con 2 municipalità, 5 città e 71 comuni:

#### Municipalità
- Botoșani
- Dorohoi

#### Città
- Bucecea
- Dărăbani
- Flămânzi
- Săveni
- Ștefănești

#### Comuni
- Adășeni
- Albești
- Avrămeni
- Bălușeni
- Blândești
- Brăești
- Broscăuți
- Călărași
- Cândești
- Concești
- Copălău
- Cordăreni
- Corlăteni
- Corni
- Coșula

- Coțușca
- Cristești
- Cristinești
- Curtești
- Dângeni
- Dersca
- Dimăcheni
- Dobârceni
- Drăgușeni
- Durnești
- Frumușica
- George Enescu
- Gorbănești
- Havârna

- Hănești
- Hilișeu-Horia
- Hlipiceni
- Hudești
- Ibănești
- Leorda
- Lozna
- Lunca
- Manoleasa
- Mihai Eminescu
- Mihăileni
- Mihălășeni
- Mileanca
- Mitoc

- Nicșeni
- Păltiniș
- Pomârla
- Prăjeni
- Răchiți
- Rădăuți-Prut
- Răuseni
- Ripiceni
- Roma
- Românești
- Santa Mare
- Stăuceni
- Suharău
- Sulița

- Șendriceni
- Știubieni
- Todireni
- Trușești
- Tudora
- Ungureni
- Unțeni
- Văculești
- Vârfu Câmpului
- Viișoara
- Vlădeni
- Vlăsinești
- Vorniceni
- Vorona